# Auralux
Auralux Recordings è una etichetta discografica inglese specializzata nella ripubblicazione di dischi di musica reggae.
Fondata da Marcus Weedon nel 2003 con lo scopo di riportare alla luce vecchi dischi di reggae, è gestita da David Hill, già membro dei Ballistic Brothers e fondatore di Nuphonic, e si avvale della collaborazione di David Katz, esperto di reggae e biografo ufficiale di Lee "Scratch" Perry.

## Discografia

### Album
- LUXX001 - Whip Them King Tubby - Linval Thompson & friends
- LUXX004 - Upsetters 14 Dub Blackboard Jungle - The Upsetters
- LUXX005 - African Anthem (deluxe edition) - Mikey Dread
- LUXX006 - Roots of Dancehall: Thompson Sound meets Roots Radics at Channel One
- LUXX007 - Auralux Reggae Showcase
- LUXX008 - King Jammy in Roots
- LUXX009 - Sufferation - sounds of Niney the Observer
- LUXX010 - Sly & Robbie's Taxi Sound
- LUXX011 - Night Food Out-takes and Black Ark Sessions - The Heptones
- LUXX014 - Jack Ruby Hifi
- LUXX015 - Barrington Levy in Dub
- LUXX016 - Fatman presents Prince Jammy vs. Crucial Bunny: Dub Contest
- LUXX017 - Dub Landing vol. 1 & 2 Scientist and Prince Jammy
- LUXX018 - Shaolin Temple - Barrington Levy
- LUXX019 - DC Dub Connection - Prince Jammy & Scientist
- LUXX020 - Dread At The Controls Dub - Gussie Clarke
- LUXX021 - World At War - Scientist

### 10" e 12"
- LUXX002 - Whip Them King Tubby - Linval Thompson & friends(limited 4 track 12” vinyl ep)
- LUXX003 - "Black Panta"/"V/S Panta Rock" - The Upsetters (limited edition 10" vinyl)
- LUXX012 - "Bible Story" (Early B) / "Whenever You Need Me" (ext. mix) - Cornell Campbell - (limited edition 10" vinyl)
- LUXX013 - "Billie Jean" / "Triplet & Stapper Lee" - Taxi Gang -  Sly & Robbie's Taxi Sound (limited edition 12" vinyl)